# Hahnville
Hahnville és una població dels Estats Units a l'estat de Louisiana. Segons el cens del 2000 tenia 2.792 habitants.

## Demografia
Segons el cens del 2000, Hahnville tenia 2.792 habitants, 987 habitatges, i 752 famílies. La densitat de població era de 138,6 habitants/km².
Dels 987 habitatges en un 39,1% hi vivien nens de menys de 18 anys, en un 49,2% hi vivien parelles casades, en un 22,1% dones solteres, i en un 23,8% no eren unitats familiars. En el 21,3% dels habitatges hi vivien persones soles el 6,9% de les quals corresponia a persones de 65 anys o més que vivien soles. El nombre mitjà de persones vivint en cada habitatge era de 2,73 i el nombre mitjà de persones que vivien en cada família era de 3,16.
Per edats la població es repartia de la següent manera: un 28,8% tenia menys de 18 anys, un 8,4% entre 18 i 24, un 30,9% entre 25 i 44, un 21,8% de 45 a 60 i un 10,1% 65 anys o més.
L'edat mediana era de 34 anys. Per cada 100 dones de 18 o més anys hi havia 96 homes.
La renda mediana per habitatge era de 39.405 $ i la renda mediana per família de 42.679 $. Els homes tenien una renda mediana de 36.932 $ mentre que les dones 23.625 $. La renda per capita de la població era de 17.385 $. Entorn del 19,8% de les famílies i el 21,6% de la població estaven per davall del llindar de pobresa.

## Poblacions més properes
El següent diagrama mostra les poblacions més properes.